# Moritz Anton Kappeler

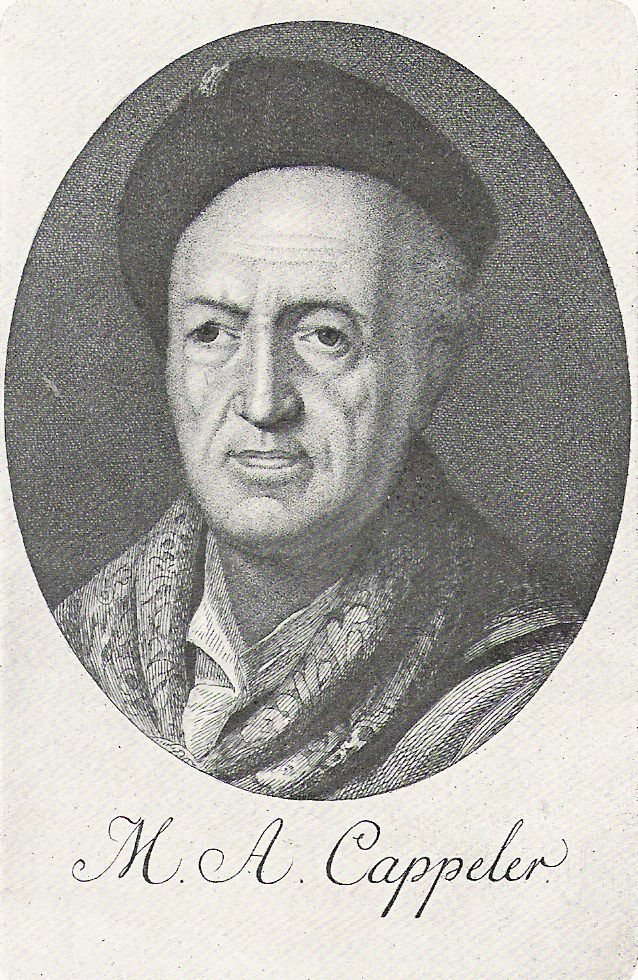
Moritz A. Kappeler

Moritz Anton Kappeler (* 9. Juni 1685 in Willisau; † 16. September 1769 in Beromünster); auch: Mauritius Antonius Cappeler, war ein Schweizer Arzt und Naturforscher.

## Leben
Moritz Anton Kappeler wurde 1685 in Willisau geboren und wuchs in der Stadt Luzern auf. Nach Abschluss der Lateinschule absolvierte er das Jesuitenkollegium in Luzern. Von 1700 bis 1704 studierte er am Collegium Helveticum in Mailand Mathematik und Philosophie. Das Medizinstudium schloss er 1706 an der lothringischen Akademie in Pont-à-Mousson ab.
Während des spanischen Erbfolgekrieges diente er als Arzt und Ingenieur in Neapel. Neben seiner Tätigkeit in kaiserlichen Diensten blieb ihm Zeit für wissenschaftliche Beobachtungen. Zweimal bestieg er den Vesuv und legte sich an den Kraterrand. Seine Beobachtungen veröffentlichte er später unter dem Titel: Curieuse Relation von dem feuerspeienden Berg Vesuvio. Ein Angebot für eine Professur in Neapel schlug er aus.
Auf Wunsch seines Vaters kehrte Kappeler 1710 nach Luzern zurück, wo er dessen Arztpraxis übernahm. Von 1712 bis 1754 amtete er als Stadtarzt. Ab 1717 war er Mitglied des Luzerner Grossen Rates. Neben seiner Brottätigkeit als Arzt konnte er sein Wissen als Ingenieur wiederholt anwenden. So begleitete er die Luzerner Truppen im Toggenburgerkrieg als Ingenieur. Zudem war er Lehrer für Mathematik und Geometrie an der Artillerieschule. Er beteiligte sich massgeblich an Wildwasserkorrekturen des Krienbaches.
Berühmtheit erlangte er durch seinen kristallographisch-mineralogischen Arbeiten. Die Schrift Prodromus cristallographiae erregte einiges internationales Aufsehen und brachte ihm die Mitgliedschaft an der Royal Society in London ein. Sein Hauptwerk, die Geschichte des schweizerischen Bergmassivs Pilatus (Pilatii montis historia), an welchem er von 1723 bis 1728 arbeitete, fand vorerst keinen Verleger. Erstmals fertigte Kappeler dabei eine Karte des Berges nur mit Hilfe zweier von verschiedenen Standpunkten aus gezeichneter Perspektiven an. Seine Forschungstätigkeit war vielfältig; seine Interessen galten unter anderem der Gesteinskunde, Botanik, Kristallographie und Vermessungstechnik. Daneben war er in ein weites Korrespondentennetz eingebunden. So korrespondierte er mit Johann Jakob Scheuchzer, Albrecht von Haller, Abraham Gagnebin, Isaak Iselin, Josef Anton Felix Balthasar, mit dem Nuntius Domenico Silvio Passionei, aber auch mit Mitgliedern der Royal Society (unter anderen mit Hans Sloane, dem er auch einige Mineralien zukommen liess).
Am 1. Juni 1730 wurde Moritz Anton Cappeler mit dem akademischen Beinamen Archyta Tarentinus I. zum Mitglied (Matrikel-Nr. 411) der Leopoldina gewählt.
Nach dem Tode seiner Frau zog Kappeler 1754 zu seinem Sohn nach Ruswil und, als dieser Chorherr wurde, nach Beromünster. Er verschied am 19. September 1769 und wurde im Kreuzgang des Chorherrenstift Beromünster beigesetzt.

## Mitgliedschaften
- Royal Society in London (1726)
- Leopoldina (1730)
- Naturforschende Gesellschaft in Zürich (1762)

## Schriften
- Russwyler Heyl-Wasser In seinen vollkommneren als jemahlen Kräfften Widerum gefunden, und nach seinen Eigenschafften, Würckungen und Gebrauch zu allgemeinem Nutzen beschriben. Luzern 1717
- Prodromus Crystallographiae De Crystallis Improprie Sic Dictis Commentarium. Luzern 1723. Volltext in der Google-Buchsuche
  - Prodromus crystallographiae. Hrsg. und übersetzt von Carl Mieleitner. München 1922.
- Lucerna lucens: Aletophili eines catholischen Priesters Schreiben an Aretophilum, seinem lieben Freund und Mit-Capitularen (unter Mithilfe von Johann Jakob Scheuchzer und Anton Leodegar Keller). Freystadt (Zürich) 1726.
- Descriptio atmosphaerae Lucernensis. In: J. J. Scheuchzer: De Helvetiae aeribus, aquis, locis. Zürich 1729.
- Von den Gletscheren auf dem Grimselberg, und denen alldorten sich befindenden Crystall-Gruben. In: Johann Georg Altmann (Hg.): Versuch einer historischen und physischen Beschreibung der helvetischen Eisbergen. Zürich 1751.
- Pilati Montis Historia In Pago Lucernensi Helvetiae Siti. Figuris Aeneis Illustrata. Basel 1767. Volltext in der Google-Buchsuche
  - Pilati Montis Historia. Naturgeschichte des Pilatusberges. Übersetzt von A. Loepfe. Haag, Luzern 1960 (= Mitteilungen der Naturforschenden Gesellschaft Luzern. Band 18).